# Долгов Максим Едуардович
Макси́м Едуардо́вич Долго́в (нар. 16 червня 1996, м. Запоріжжя) — український стрибун у воду, чемпіон Європи (2017).
З 2014 року член збірної України зі стрибків у воду, до того був у юніорській збірній. Фіналіст чемпіонатів світу, Європи, Олімпійських ігор.
Про закінчення спортивної кар'єри оголосив 2019 року — «за браком мотивації у спорті». Працює артистом водного цирку в Китаї.

## Спортивні досягнення
- чемпіон Європи серед юнаків,
- 2014 року зайняв 2-ге місце на етапі Світової серії в Лондоні,
- у червні 2015 року на чемпіонаті Європи зі стрибків у воду в парі з Олександром Горшковозовим здобули бронзові нагороди (синхрон, вишка 10 м),
- у червні 2017 року в Києві на чемпіонаті Європи зі стрибків у воду в парі з Олександром Горшковозовим здобули «золото» (синхрон, вишка 10 м).

### Виступи на Олімпіадах
| Олімпіада | Дисципліна                      | Результат | Місце |
| Ріо 2016  | Стрибки у воду. Синхронні Вишка | 421,98    | 6     |